# Cloruro di stronzio
Il cloruro di stronzio è il sale di stronzio dell'acido cloridrico.
A temperatura ambiente si presenta come un solido bianco inodore. Può cristallizzare come sale diidrato o più comunemente esaidrato. Quest'ultima forma può essere convertita in cloruro di stronzio anidro mediante riscaldamento a 320°C.
Allo stato solido presenta una densità pari a 3,052 g/cc. La sua temperatura di fusione è di 874°C e quella di ebollizione è pari a 1250°C. la sua tensione di vapore è pari a 8,37 torr (mm Hg) a 25°C. E' solubile in acqua e scarsamente solubile in alcol.
Si ottiene per reazione di doppio scambio dell'idrossido di stronzio con l'acido cloridrico:
Sr(OH)2 + 2 HCl → SrCl2 + 2 H2O
In alternativa, si può ottenere per reazione del carbonato di stronzio con l'acido cloridrico:
SrCO3 + 2 HCl → SrCl2 + H2O + CO2
Al saggio alla fiamma impartisce alla fiamma un tipico colore rosso scarlatto persistente.

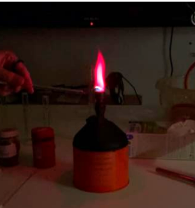
Saggio alla fiamma del cloruro di stronzio

Viene utilizzato nella lavorazione del vetro e in ambito metallurgico. Viene inoltre aggiunto negli acquari per favorire la costruzione dell'esoscheletro di alcuni organismi planctonici. In ambito medico il cloruro di stronzio contenente l'isotopo radioattivo stronzio-89 viene impiegato in radioterapia per la cura di tumori ossei. Viene anche utilizzato in ambito odontoiatrico per occludere i tubuli della dentina.